# انجمن جهانی فوتسال

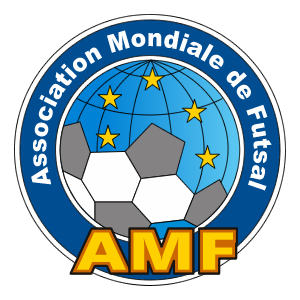
Asociación Mundial de Futsal (AMF)

Asociación Mundial de Futsal (AMF) (به فارسی: "انجمن جهانی فوتسال)بخش قانونگذاری در فوتسال است. در ۲۵ ژوئیه، ۱۹۷۱ با عنوان Federación Internacional de Fútbol de Salón (FIFUSA) (به فارسی: فدراسیون بین‌المللی فوتسال) در ریو دو ژانیرو افتتاح شد. مدتی بعد در اول دسامبر سال ۲۰۰۲ به نام Asociación Mundial de Futsal" تغییر نام داد .

## اعضای

### کنفدراسیون‌ها
زیر کنفدراسیون‌ها وابسته به AMF:
| قاره                                    | کنفدراسیون                                                     |
| --------------------------------------- | -------------------------------------------------------------- |
| آمریکای جنوبی                           | Confederação سول-Americana de Futebol de Salão (CSFS)          |
| آمریکای جنوبی                           | Confederación Panamericana د فوتسال (CPFS/PANAFUTSAL)          |
| آمریکای شمالی و آمریکای مرکزی و کارائیب | کنفدراسیون آمریکای شمالی و مرکزی کارائیب فوتسال (CONCACFUTSAL) |
| اروپا                                   | اتحادیه اروپا از فوتسال (UEFS)                                 |
| آسیا                                    | کنفدراسیون فوتسال آسیا (CAFS)                                  |
| آفریقا                                  | Confédération هتل د فوتسال (CAFUSA)                            |
| اقیانوسیه                               | کنفدراسیون فوتسال اقیانوسیه (CFSO)                             |

## مسابقات
AMF و کنفدراسیون‌های مربوط سازماندهی مسابقات فوتسال در سراسر جهان را بر عهده دارند که تا قبل از آن توسط فیفا و کنفدراسیون‌های مربوط به آن برگزار می‌شد. جام جهانی فوتسال AMF هر چهار سال یکبار برگزار می‌شود.